# Salagrifon
Salagrifon (en francès Sallagriffon) és un municipi francès situat al departament dels Alps Marítims i a la regió de Provença – Alps – Costa Blava. La parla pròpia del territori és una varietat alpina del lígur i no pas l'occità

## Demografia
| 1962                                       | 1968 | 1975 | 1982 | 1990 | 1999 | 2006 |
| ------------------------------------------ | ---- | ---- | ---- | ---- | ---- | ---- |
| 24                                         | 26   | 31   | 47   | 47   | 54   | 53   |
| Des de 1962: població sense dobles comptes |      |      |      |      |      |      |

## Administració
| Període | Identitat     | Partit |
| ------- | ------------- | ------ |
| 2001-   | Pierre Giroud |        |